# 萬吉吳哥足球會
萬吉吳哥足球會（Boeung Ket Angkor）是柬埔寨一家足球會，位於磅湛省。現於柬埔寨足球聯賽中角逐。

## 榮譽
- 柬埔寨足球聯賽:

冠軍 (3): 2012, 2016, 2017
亞軍 (3): 2013, 2014, 2018

## 亞洲賽成績
- 亞足聯主席盃: 1 次參賽

2013: 小組第 3 位
- 亞洲足協盃: 兩次參賽

2017，2018: 小組第 3 位

## 外部連結
- 官方网站